# NCSM Quatsino (J152)
Le NCSM Quatsino (pennant number J152) (ou en anglais HMCS Quatsino) est un dragueur de mines de la Classe Bangor lancé pour la Marine royale canadienne (MRC) et qui a servi pendant la Seconde Guerre mondiale.

## Conception
Le Quatsino est commandé dans le cadre du programme de la classe Bangor de 1940-41 pour le chantier naval de Prince Rupert Dry Dock and Shipyards de Prince Rupert en Colombie-Britannique au Canada. La pose de la quille est effectuée le 27 décembre 1940, le Quatsino est lancé le 13 juin 1941 et mis en service le 15 mai 1942.
La classe Bangor doit initialement être un modèle réduit de dragueur de mines de la classe Halcyon au service de la Royal Navy,. La propulsion de ces navires est assurée par trois types de motorisation : moteur diesel, moteur à vapeur à pistons à double ou triple expansions et turbine à vapeur. Cependant, en raison de la difficulté à se procurer des moteurs diesel, la version diesel a été réalisée en petit nombre.
Les dragueurs de mines de classe Bangor version canadienne déplacent 683 tonnes en charge normale . Afin de pouvoir loger les chaufferies, ce navire possède des dimensions plus grandes que les premières versions à moteur diesel avec une longueur totale de 54,9 mètres, une largeur de 8,7 mètres et un tirant d'eau de 2,51 mètres. Ce navire est propulsé par deux moteurs alternatifs verticaux à triple détente alimentés par deux chaudières à tubes d'eau à trois tambours Admiralty et entraînant deux arbres d'hélices. Le moteur développe une puissance de 2 400 chevaux-vapeur (1 790 kW) et atteint une vitesse maximale de 16 nœuds (30 km/h). Le dragueur de mines peut transporter un maximum de 152 tonnes de fioul.
Leur manque de taille donne aux navires de cette classe de faibles capacités de manœuvre en mer, qui seraient même pires que celles des corvettes de la classe Flower. Les versions à moteur diesel sont considérées comme ayant de moins bonnes caractéristiques de maniabilité que les variantes à moteur alternatif à faible vitesse. Leur faible tirant d'eau les rend instables et leurs coques courtes ont tendance à enfourner la proue lorsqu'ils sont utilisés en mer de face.
Les navires de la classe Bangor sont également considérés comme exiguës pour les membres d'équipage, entassant 6 officiers et 77 matelots dans un navire initialement prévu pour un total de quarante.

## Histoire

### Seconde Guerre mondiale
Le Quatsino est mis en service dans la Marine royale canadienne à Prince Rupert (Colombie-Britannique) le 3 novembre 1941.
Le Quatsino passe la totalité de la Seconde Guerre mondiale sur la côte Ouest du Canada. Affectés aux unités de patrouille dans la Esquimalt Force (Force d'Esquimalt) opérant à partir d'Esquimalt, en Colombie-Britannique ou dans la Prince Rupert Force (Force de Prince Rupert) opérant à partir de Prince Rupert. La principale tâche des dragueurs de mines de classe Bangor après leur mise en service sur la côte Ouest est d'effectuer la Western Patrol (patrouille de l'Ouest). Celle-ci consiste à patrouiller la côte Ouest de l'île de Vancouver, à inspecter les bras de mer et les détroits et à passer les îles Scott jusqu'au canal Gordon à l'entrée du détroit de la Reine-Charlotte et revenir à son point de départ,.

### Après-guerre
Après la guerre, le Quatsino est désarmé le 26 novembre 1945 à Esquimalt. Le navire est vendu à des fins de conversion commerciale en 1947 et renommé Chen Hsin,.
Enregistré à Shanghai, le navire de 653 tonneaux de jauge brute (TJB) appartient à la société Chung Yuan SN Co. Le navire est vendu en 1950 à Transcontinental Corporation, enregistré à Monrovia et renommé Concord.
Le navire marchand est démantelé à Hong Kong à partir du 13 janvier 1951.

### Commandement
- T/Lieutenant (T/Lt.) William Robert Nunn (RCNVR) du 3 novembre 1941 au 14 décembre 1941
- A/Lieutenant Commander (A/Lt.Cdr.) Walter Redford (RCNR) du 15 décembre 1941 à 27 mai 1942
- T/Lieutenant (T/Lt.) John Eugene Francois (RCNR) du 28 mai 1942 au 2 avril 1943
- T/Lieutenant (T/Lt.) Gordon Edward Gilbridge (RCNR) du 3 avril 1943 au 2 janvier 1945
- T/A/Lieutenant Commander (T/A/Lt.Cdr.) Walter Redford (RCNVR) du 3 janvier 1945 à 26 novembre 1945

Notes:
RCNR: Royal Canadian Naval Reserve
RCNVR: Royal Canadian Naval Volunteer Reserve 